# Love Like Blood
Love Like Blood est un groupe allemand de rock gothique, originaire de Geislingen, près de Stuttgart. Le noyau s'organise autour des frères Eysel, avec Yorck (chant, paroles) et Gunnar (basse). Le groupe est officiellement actif entre 1988 et 2001. D'après leur site web officiel, il est, depuis cette date, en pause pour une durée indéterminée, jusqu'en juin 2011 après avoir joué un concert d'adieu. 
Stylistiquement, Love Like Blood est initialement associé au rock gothique. Le quatrième album au milieu des années 1990, Exposure, marque un changement de style vers le metal gothique. La presse spécialisée considère le groupe comme un pionnier, ou fondateur, du rock gothique allemand,.

## Histoire

### Débuts (1988–1991)
Love Like Blood est formé en 1988 par un groupe d'étudiants. Le groupe tire son nom de la chanson éponyme du groupe anglais Killing Joke. La formation originelle se compose de Gunnar Eysel (basse), Peter Büchele (guitare), Jochen Schmid (batterie) et Predrag « Gonzo » Vulin (chant). Dans les premiers enregistrements, la voix de ce dernier se rapprochait fortement des intonations de voix de Ian Curtis, le chanteur du groupe britannique Joy Division. Predrag « Gonzo » Vulin quitte rapidement le groupe, et est remplacé au chant par Jörg « Yorck » Eysel. En 1989 parait, sur le label Deathwish Office, le premier EP quatre titres autoproduit du groupe, intitulé Sinister Dawn. Love Like Blood joue en parallèle avec des groupes comme The Rose of Avalanche, Arts and Decay, ou Girls Under Glass.
En 1990, le guitariste Peter Büchele quitte le groupe, remplacé à la guitare et aux claviers par Stephen Noschilla. En octobre et novembre de la même année, Love Like Blood part en tournée en Allemagne. En fin janvier 1991, le groupe sort un mini-LP intitulé Ecstasy. Lors de la tournée suivante, au printemps, le guitariste Hans-Jörg Ali Greiner rejoint le groupe. Love Like Blood donne ensuite des concerts en compagnie de groupes tels que Red Lorry Yellow Lorry, M. Walking on the Water et Das Ich. À l'été 1991, Stephen Noschilla et Ali Greiner quittent le groupe. Ils sont remplacés par le seul Mark Wheeler (guitare), qui est musicalement influencé par des groupes comme Queen, Yes et Led Zeppelin et qui influencera le son de Love Like Blood. 

### Flags of Revolution(1992–1999)
L'album Flags of Revolution est publié en 1992. Avec Love Like Blood, en 1992, Wheeler joue dans pour le single Kiss and Tell, un des classiques du rock gothique, puis dans l'album An Irony of Fate dans lequel les éléments de hard rock avaient déjà été amplifiés. Abandonnant Deathwish, cet album sort sur le label Rebel Records/SPV. En 1994, le groupe sort l'album Odyssee. Peu de temps après la publication de ce disque, le guitariste Mark Wheeler quitte également le groupe. Il sera remplacé par Colin Hughes à la guitare. Avec ce dernier, le Groupe enregistre l'album Exposure en 1995, toujours sur Rebel Records/SPV. An Irony of Fate est déjà loin du rock gothique traditionnel. L'album Exposure marque un tournant encore plus important pour le metal gothique. En 1997, le groupe sort un maxi CD intitulé Taste of Damocles. Colin Hughes (guitare) ainsi que le membre fondateur Jochen Joxx Schmid (batterie) ne sont plus présents.
Le groupe célèbre son anniversaire en 1998 avec la sortie d'un EP intitulé The Love Like Blood EP sur laquelle est notamment ajouté la reprise du titre post-punk de Killing Joke qui donne son nom au groupe. En outre, le groupe change de maison de disque en signant sur Hall of Sermon/GmbH. L'album Snake Killer suit en 1998 : ce dernier contient tous les morceaux de l'EP The Love Like Blood EP. Sur l'enregistrement de cet album, le batteur AC (Lacrimosa) et Ed Warby (Gorefest) ainsi que le guitariste Frank Schwer (Silke Bischoff) sont impliqués.

### Dernières activités (depuis 2000)
En 2000, l'album Enslaved + Condemned,, est enregistré en Angleterre, précédé par la sortie du single Love Kills. Les frères Eysel sont alors accompagnés de Timo Deininger (guitare), Alex Schadler (guitare) et Al Sauer (batterie). Love Like Blood sort ensuite un album de reprises en 2001, Chronology of a Love Affair. La principale originalité de ce disque est d'être divisé en quatre périodes distinctes correspondant chacune à une demi-décennie. Les seize titres de cet album sont ainsi choisis sur les deux décennies 1980 & 1990 et oscillent entre musique rock et metal. Ce sera le dernier enregistrement studio du Groupe.
En janvier 2011, après plus de dix ans de pause, il est annoncé que Love Like Blood serait sur scène pour la « première et la seule fois » depuis 1999 au vingtième anniversaire du festival Wave-Gotik-Treffen de Leipzig. Le Groupe donne effectivement un premier concert d'adieu officiel au Wave-Gotik-Treffen à Leipzig le 9 juin 2011. Un deuxième et ultime concert se produit le 23 juillet 2022 en juillet au Shadowplay Festival à Kortrijk (Belgique).

## Membres
- Predrag « Gonzo » Vulin - chant (1988)
- Gunnar Eysel - basse (1988-2001)
- Peter Büchele - guitare (1988-1989)
- Jochen Schmid - batterie (1988-1990, 1992-1993, 1995)
- Yorck Eysel - chant (1989-1992, 1994, 1996-2001)
- Peter Büchele - guitare (1989)
- Stephen Noschilla - guitare (1991)
- Mark Wheeler - guitare (1992-1993)
- Colin Hughes - guitare (1995)

## Discographie

### Singles
- 1989 : Sinister Dawn
- 1991 : Ecstasy
- 1992 : Kiss and Tell
- 1992 : Demimondes
- 1993 : Flood of Love
- 1993 : Heroes
- 1993 : Stormy Visions
- 1997 : Taste of Damocles
- 1998 : The Love Like Blood EP)
- 2000 : Love Kills